# Traidenis
Traidenis (en biélorusse : Трайдзень) (décédé en 1282) est le grand-duc de Lituanie à partir de 1269 jusqu'à 1282 et duc de Kernavė,.

## Règne

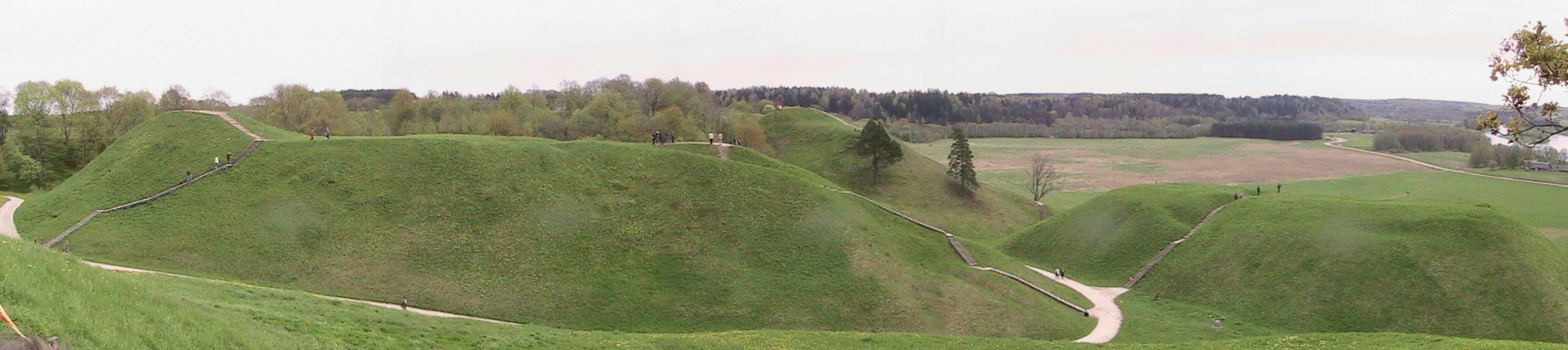
Ancienne résidence princière de Traidenis à Kernavė.

Le règne de Traidenis met fin à une période de troubles de sept années après l'assassinat du souverain Mindaugas en 1263. Traidenis maintient fermement le grand-duché de Lituanie dans le mythe païen. Il élargit le grand-duché de Lituanie aux territoires des Sudoviens et des Sémigaliens et renforce son influence sur la Ruthénie noire.
Traidenis combat les Chevaliers Teutoniques de l'Ordre de Livonie commandés par Otto von Lutterberg, tué lors de la bataille de Karuse. Il fait également des incursions en Pologne, en particulier du côté de Lublin et de Łęczyca. Toutefois, ces raids n'ont pas d'incidence sur la Mazovie, avec laquelle Traidenis établit un lien dynastique par l'intermédiaire de sa fille Gaudemunda (en), qu'il marie au duc mazovien Boleslas II. Cette relation dynastique sera développée par Gediminas.
Traidenis est un des rares grands-ducs de Lituanie à mourir de vieillesse, ceux-ci ayant été, pour la plupart, soit assassinés soit tués au combat.